# 조엘 오비
조엘 추쿠우마 오비(Joel Chukwuma Obi, 1991년 5월 22일~, 나이지리아 라고스)는 나이지리아의 축구 선수이며 현재 이탈리아의 US 살레르니타나 1919에서 뛰고 있다.

## 수상
인테르나치오날레
- UEFA 챔피언스리그 (1): 2009-2010
- 수페르코파 이탈리아나 (1): 2010
- FIFA 클럽 월드컵 (1): 2010
- 코파 이탈리아 (1): 2010-2011